# Ennucula colombiana
Ennucula colombiana – gatunek małża należącego do podgromady pierwoskrzelnych.
Muszla wielkości: długość 0,45 cm, szerokość 0,3 cm, średnica 0,22 cm. Występuje na głębokości od 45 do 730 metrów. Są rozdzielnopłciowe, bez zaznaczonych różnic płciowych w budowie muszli. Odżywiają się planktonem oraz detrytusem.
Występuje od Panamy po Chile.